# Цуттер, Луис
Луис Цуттер (нем. Louis Zutter; 2 декабря 1865, Ле-Пон-де-Мартель, Невшатель — 10 ноября 1946, Будри, Невшатель) — швейцарский гимнаст, чемпион летних Олимпийских игр 1896 и первый чемпион от Швейцарии.

## Спортивная биография
Луис Цуттер стал одним из двух представителей Швейцарии на первых в современной истории летних Олимпийских играх. Цуттер участвовал в соревнованиях на коне, опорном прыжке, параллельных брусьях и перекладине. Лучшим результатом для швейцарца на Играх стало выступление на коне, где он стал чемпионом. В упражнениях в опорном прыжке и на параллельных брусьях он занял второе место, уступив сначала немцу Карлу Шуману, а затем Герману Вайнгертнеру. На перекладине он не занял призового места.
Он стал единственным швейцарским спортсменом, завоевавшим медаль, и благодаря ему одному Швейцария заняла десятое место в неофициальном медальном зачёте.